# Peresecina

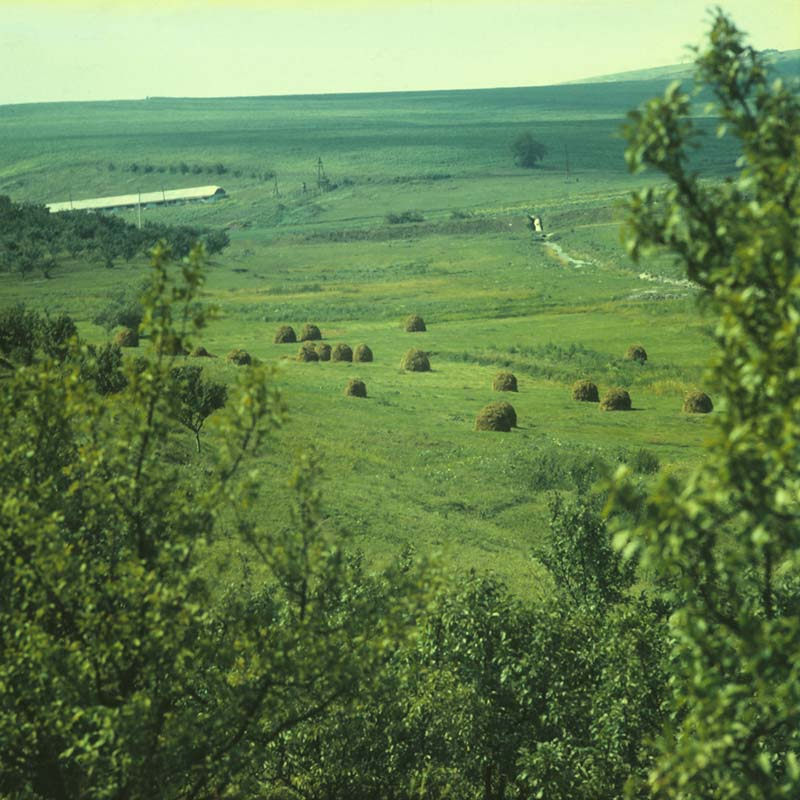
Landschaft um Peresecina

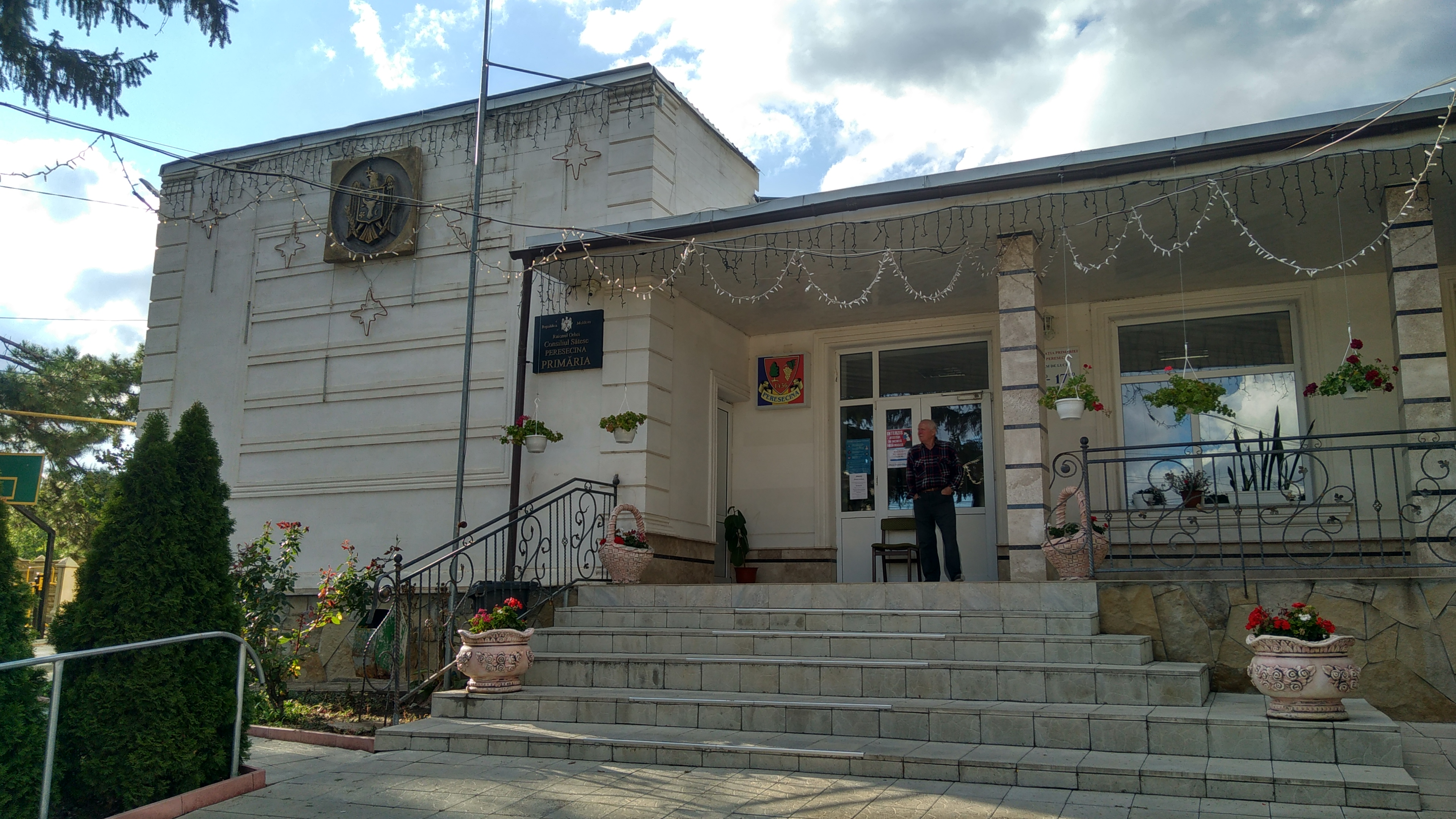
Rathaus

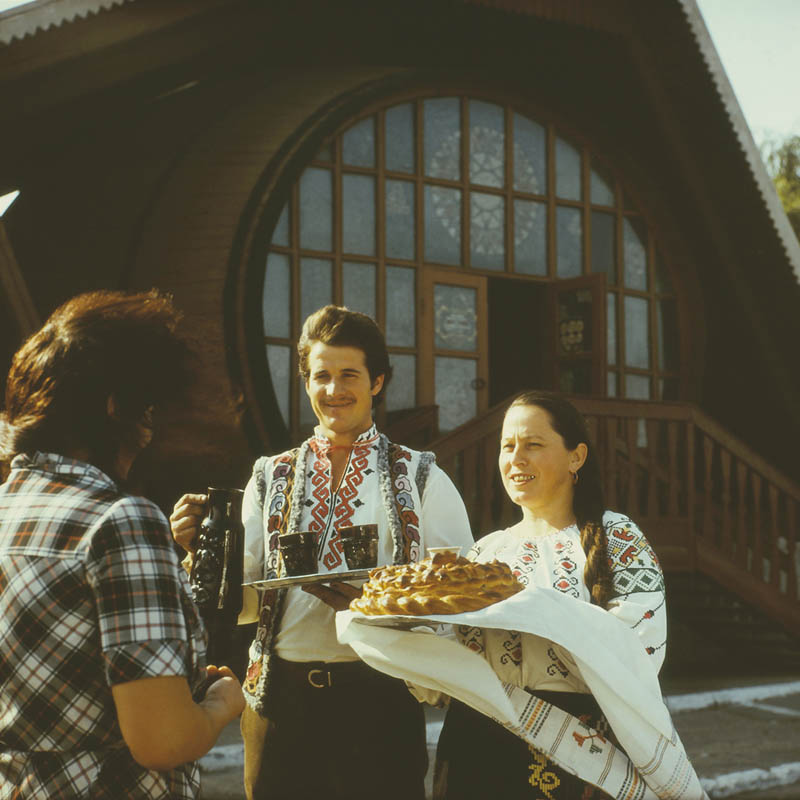
Das Fass

Peresecina ist ein Dorf im Rajon Orhei in der Republik Moldau. Es liegt in einer hügeligen und flachen Region im Micleștilor-Tal am Fluss Ichel entlang der Straße Orhei-Chișinău. Die Entfernung nach Chișinău beträgt 28 km, nach Orhei 18 km.

## Geschichte
Es wird davon ausgegangen, dass  in der Nähe des heutigen Ortes die Siedlung Peresecen (auf Russisch Пересечен) des slawischen Stammes der Ulicas lag. Die Siedlung existierte zwischen dem 9. und 10. Jahrhundert, bis es vom slawischen Kommandanten Sveneld erobert und den Kiewer Rus angegliedert wurde.

## Persönlichkeiten
- Radu Sîrbu (* 1978),  moldauischer Popsänger, DJ und Musikproduzent